# 包头巾 (发饰)

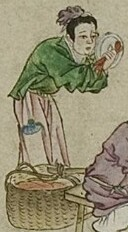
元代《太平風會圖》裡包頭巾的汉族女子。

包头巾、包头:328、包髻、包髻儿:58是漢服首服中常见的成年女性发式。
这种用绢、帛一类布巾包裹髮髻的发式，在宋代即是常见。明朝小說《东京梦华录》载，中等说媒人者戴冠子，黄包髻。山西省太原市晋祠彩塑中亦有这种发式。包髻的特征在于布巾的包裹技巧。将布巾包成各式花形，或做成一朵浮云等物状，并饰以鲜花、珠宝等装饰物，最终形成一种简洁朴实，又不失为精美大方的发式。元代，包髻亦成为一种单独的发饰。到明代，这种布巾形式的发饰已是妇女流行的发饰。至清初，演变出钿子:328。

## 同名异物
明代小说《金瓶梅词话》中使用“包髻儿”、“扎包髻儿”一类词语。“包髻儿”所指的髮髻样式是“将红绳、花枝乃至钗簪等饰物包扎或插缀于髻上或鬓间”，使髮髻显得“蓬松俏丽，吸引人的眼球”。不使用布巾。这种发饰本作“宝髻”，初为年轻妇女所用。正德年间之后，因男风盛行，青年男性特别是娈童、男妓多喜欢梳这种发饰。《金瓶梅词话》使用这种词语时，多是描写娈童、男妓的男扮女裝的特点:57—58。